# Creatonotos fasciatus
Creatonotos fasciatus är en fjärilsart som beskrevs av Candeze 1927. Creatonotos fasciatus ingår i släktet Creatonotos och familjen björnspinnare. Inga underarter finns listade i Catalogue of Life.